# مويسيس هورتادو
مويسيس هورتادو (بالإسبانية: Moisés Hurtado) (مواليد 20 فبراير 1981 في ساباديل - إسبانيا) لاعب كرة قدم إسباني يلعب حاليا لصالح نادي الدرجة الأولى إسبانيول الإسباني منذ 1999 في مركز الوسط المدافع . .

## روابط خارجية
- مويسيس هورتادو على موقع قاعدة بيانات كرة القدم.إي يو (الإنجليزية)
- مويسيس هورتادو على موقع Soccerway.com (الإنجليزية)
- مويسيس هورتادو على موقع عالم كرة القدم.نت (الإنجليزية)
- مويسيس هورتادو على موقع كووورة
- مويسيس هورتادو على موقع AS.com (الإسبانية)